# Lidia Śniatycka-Olszewska
Lidia Śniatycka-Olszewska (ur. 27 września 1934 w Wilnie, zm. 14 września 2007 w Szklarskiej Porębie) – artystka plastyk, architektka i architektka wnętrz oraz urbanistka, znana z łączenia praktyk plastycznych z porządkowaniem przestrzennym.

## Życiorys
Pochodziła z rodziny o tradycjach patriotycznych. Córka Aleksandra Ciopy, oficera artylerii przeciwlotniczej w kampanii wrześniowej. Jej brat, Mieczysław Józef Ciopa, zginął w Powstaniu Warszawskim, walcząc pod pseudonimem „Marabut” jako dowódca kompanii „Genowefa” w Batalionie Harnaś.
W 1957 ukończyła studia na Wydziale Sztuk Pięknych Uniwersytetu Mikołaja Kopernika w Toruniu ze specjalizacją architektury wnętrz i sztuki dekoracyjnej. Wstąpiła do Związku Polskich Artystów Plastyków. Rok później wyjechała do Wrocławia, gdzie uczęszczała na studia doktoranckie historii starożytnej na Uniwersytecie Wrocławskim. Zajmowała się także grafiką użytkową, projektowaniem plakatów czy wnętrz, np. statków.
W 1969 r. przeprowadziła się do Białegostoku, gdzie wstąpiła do miejscowego Miastoprojektu. Została także członkiem Stowarzyszenia Architektów Polskich i Towarzystwa Urbanistów Polskich. Swoją praktykę architektoniczną i urbanistyczną kontynuowała w Jeleniej Górze, gdzie wyjechała w 1976. Rok później została głównym plastykiem na województwo jeleniogórskie. Sporządzała plany przestrzennego porządkowania miejscowości. W tym czasie założyła też pracownię Ollito-Projekt. W 1983 r. przeprowadziła się do Szklarskiej-Poręby.

## Twórczość
W praktyce architektonicznej i urbanistycznej cechowała się wrażliwością i poszanowaniem substancji zabytkowej. Podczas pracy w białostockim Miastoprojekcie współpracowała przy ponad pięćdziesięciu realizacjach, np. przy aranżacji wnętrza pawilonu handlowego Eldom. Starała się łączyć doświadczenia artystów plastyków z architektami, postulując, m.in. przez liczne artykuły do prasy fachowej, większą współpracę między dwoma środowiskami twórczymi.
Jej koncepcje udało się wprowadzić w życie w Jeleniej Górze, gdzie jako główny plastyk województwa tworzyła interdyscyplinarne zespoły projektowe. Sama nadzorowała projekt odremontowania Starego Miasta w Lubomierzu. W 1979 r. ukończyła studia podyplomowe urbanistyki na Politechnice Warszawskiej. Jej praca dyplomowa skupiała się na szczegółowym planie zagospodarowania Chełmska Śląskiego. Ze względu na jej wysokie walory merytoryczne, została nominowana do nagrody Rektora Politechniki Warszawskiej i Generalnego Konserwatora Zabytków.
Jednym z największych osiągnięć Śniatyckiej-Olszewskiej było zorganizowanie Ogólnopolskiego Sympozjum „Plastyczno-przestrzenne porządkowanie miast”. Pod patronatem Towarzystwa Urbanistów Polskich do Jeleniej Góry zjechali w 1981 architekci, konserwatorzy i plastycy. Tematem była reorganizacja głównych zasad upiększania miast. W efekcie zarząd TUP desygnował Śniatycką-Olszewską na Kongres Kultury Polskiej w 1981.
W 1983 roku kupiła osiemnastowieczną willę w Szklarskiej Porębie. Przez kolejne lata realizowała swoje postulaty architektoniczno-plastyczne konsekwentnie remontując budynek i należący do niego ogród. Przeistoczyła je w tzw. „Szamanówkę”, przystosowując do wymagań współczesnej architektury, jak i zasad konserwatorskich. „Szamanówka”, ochrzczona mianem „najstarszego domu w Szklarskiej Porębie”, stała się filią Towarzystwa Przyjaciół Filozofii Ekologicznej w której wielokrotnie gościł jej założyciel, Henryk Skolimowski.
Działalność Śniatyckiej-Olszewskiej w Szklarskiej Porębie dotyczyła także projektów wyremontowania wielu lokalnych zabytków, jak starego cmentarza ewangelickiego, które jednak nie zostały zrealizowane. Promowała twórczość lokalnych artystów nieprofesjonalnych, wydając broszury i katalogi z ich pracami. Tworzyła tzw. „mikrotwory”, dzieła wielkości znaczka pocztowego. Zajęła się także wydawaniem pamiętników rodzinnych, m.in. wspomnień swojego dziadka Andrzeja Ciopy, pisanych wierszem i sięgających czasów insurekcji kościuszkowskiej.

## Życie prywatne
Żona Tomasza Olszewskiego.

## Działalność
Wybrane projekty architektoniczno-urbanistyczne:
- Aranżacja wnętrza pawilonu handlowego Eldom przy al. 1 Maja, Białystok[8]
- Plan szczegółowy zagospodarowania Chełmska Śląskiego, 1979
- Plan rewitalizacji centrum Lubomierza
- Remont willi przy ul. 11 Listopada 24a, tzw. „Szamanówka”, Szklarska Poręba[2]

### Wybrane wydawnictwa
- Najstarszy Dom w Szklarskiej Porębie „Szamanówka”[1]
- Miłość i góry
- Pamiętnik Potomstwa Kaczmarskiego
- W krainie wichrów i mgieł
- W kręgu starej chaty[9]

### Wybrany udział w wystawach
- XV-lecie PSP, Wrocław 1964
- Wystawa Grafiki Wydawniczej, Białystok 1971
- Spotkania rzeźbiarskie: Białystok – Hajnówka, 1971
- Białostockie wnętrza – wystawa indywidualna, Białystok 1974
- Pierwsze Prezentacje Jeleniogórskie, Jelenia Góra 1977
- XXX-lecie ZPAP Okręgu Wrocławskiego, Wrocław 1977
- Prezentacje Plastyków Jeleniogórskich, Zielona Góra 1977[2]